# Aldo Moro
Aldo Moro  hallgat (Maglie, 1916. szeptember 23.  – Róma, 1978. május 9.) olasz kereszténydemokrata politikus, miniszterelnök. A Vörös Brigádok terrorszervezet elrabolta és meggyilkolta.

## Életpályája
Fiatalkorában az Olasz Katolikus Egyetemek Szövetsége és a Katolikus Diplomások Mozgalma nevű szervezetek elnöke volt. A második világháború után az Olasz Alkotmányozó Nemzetgyűlés tagja lett, majd később is képviselő maradt. Több kormánytisztséget is betöltött, többször volt miniszter (előbb igazságügyi, később közoktatási, majd külügyminiszter). 1963 decemberében alakított először kormányt, amelyben az Olasz Szocialista Párt is részt vett. Harmadik miniszterelnöksége után még kétszer töltötte be a külügyminiszteri pozíciót. Az 1970-es évek közepén, miniszterként Magyarországon jártában meglátogatta a kőbányai Szent László Gimnázium olasz–magyar tagozatát is.

## Miniszterelnökségei
- 1963. december 4. – 1964. július 22. 	(először)
- 1964. július 22. – 1966. február 23. 	(másodszor)
- 1966. február 23. – 1968. június 24. 	(harmadszor)
- 1974. november 23. – 1976. február 12. (negyedszer)
- 1976. február 12. – 1976. július 29. (ötödször)

Aldo Moro a második világháború utáni Olaszország egyik leghosszabb ideig hivatalban lévő kormányfője volt. 1976-tól a Kereszténydemokrata Párt elnökeként az egyik legbefolyásosabb olasz politikusnak számított, és elrablása pillanatában éppen arra készült, hogy szakítva a második világháború óta tartó politikai hagyománnyal, bevonja az egyik legerősebb olaszországi pártot – a kommunista pártot – a kormányt támogató parlamenti többségbe.

## Halála
Aldo Morót 1978. március 16-án rabolta el a Vörös Brigádok nevű olasz szélsőbaloldali terrorszervezet. 55 napig tartották fogva, ez idő alatt a Brigádok titkos tárgyaláson halálra ítélték, majd életéért cserébe a hatóságoktól 16 fogságban lévő társuk szabadon bocsátását követelték. Aldo Moro holttestét Róma belvárosában, egy parkoló autó csomagtartójában találták meg 1978. május 9-én. Egyes vélekedések szerint az olasz politikai elit „történelmi kompromisszumot” ellenző része szándékosan maradt tétlen, hogy így szabaduljon meg egyik legnagyobb politikai ellenfelétől.
Torrita Tiberinában temették el, szűk családi körben. A hivatalos állami megemlékezésen VI. Pál pápa emlékezett rá. Az ünnepséget a holttest nélkül tartották, és mivel a család úgy gondolta, hogy az állam nem sokat tett Moro kiszabadításáért, ezért az állami temetés lehetőségét elutasították.

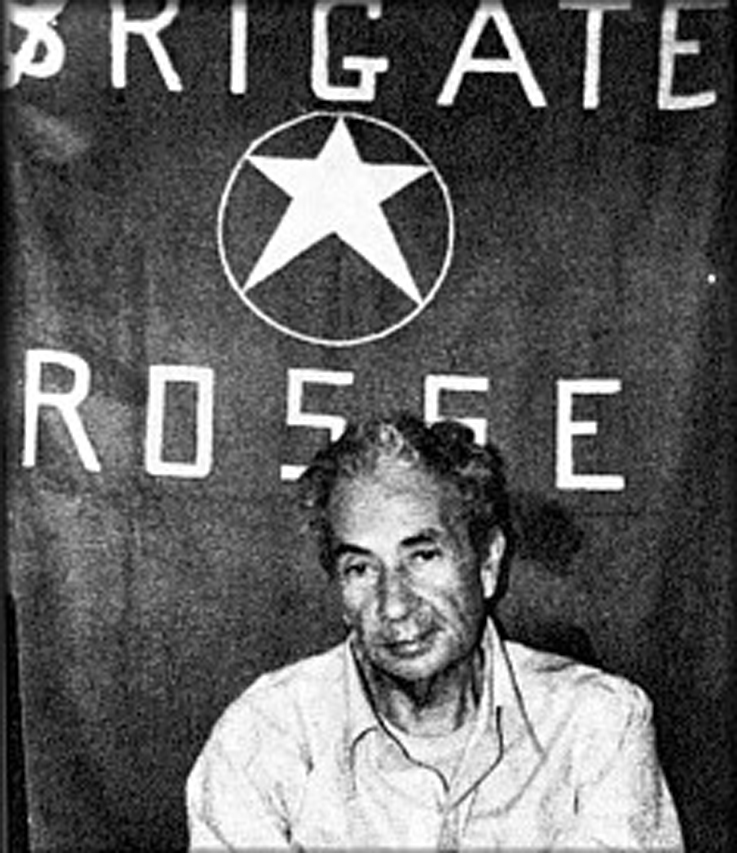
Aldo Moro a Vörös Brigádok fogságában
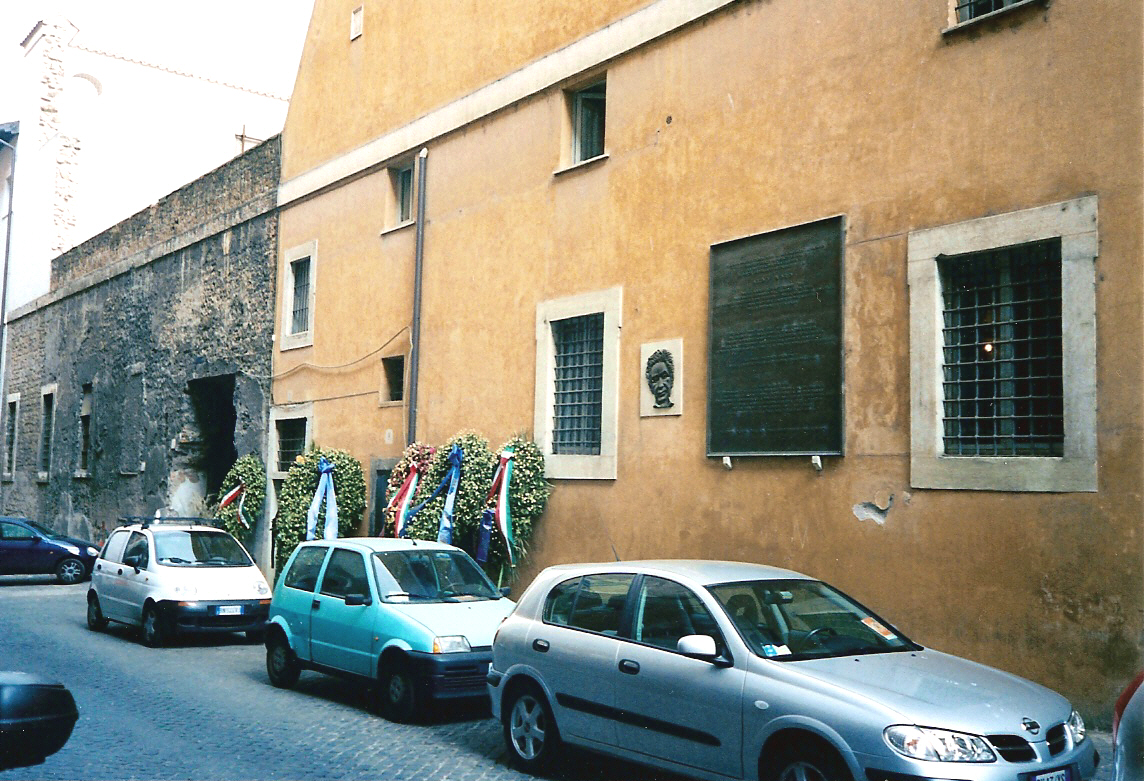
Aldo Moro emléktáblája (Róma, Via M. Caetani, ahol holttestét megtalálták)